# Бой под Боремелем
Бой под Боремелем — одно из вооруженных столкновений в ходе Польского восстания 1830—1831 годов, которое произошло 7 (19) апреля 1831 года близ населённого пункта Боремель, на левом берегу реки Стыри, между польским повстанческим отрядом под началом генерала Юзефа Дверницкого и частями русской императорской армии под командованием генерала Фёдора Васильевича Ридигера.

## Перед битвой
В распоряжении генерала Ридигера находилось 9 полков 10-й и 11-й пехотных дивизий, только что возвратившихся из Турции, и 3 резервных батальона 25-й дивизии (всего около 6000 солдат и офицеров), 2 драгунских, 3 гусарских и 2 казачьих полка (3000 человек) и 36 орудий. Не имея точных сведений о численности отряда Дверницкого (4 батальона, 22 эскадрона и 12 пушек), Ридигер отступил на правый берег реки Стыри, к местечку Ленчне и преградил полякам путь из Волынской в Подольскую губернию, имея возможность воспрепятствовать переправе врага у Берестечка.

## Сражение
5 (17) апреля 1831 года 3 польских батальона перешли у Боремеля на правый берег Стыри, но на следующий день были вытеснены с позиций 19 и 20-м егерскими полками; потеряв 200 человек убитыми и ранеными и 50 пленными, поляки перешли обратно на левый берег реки
. 

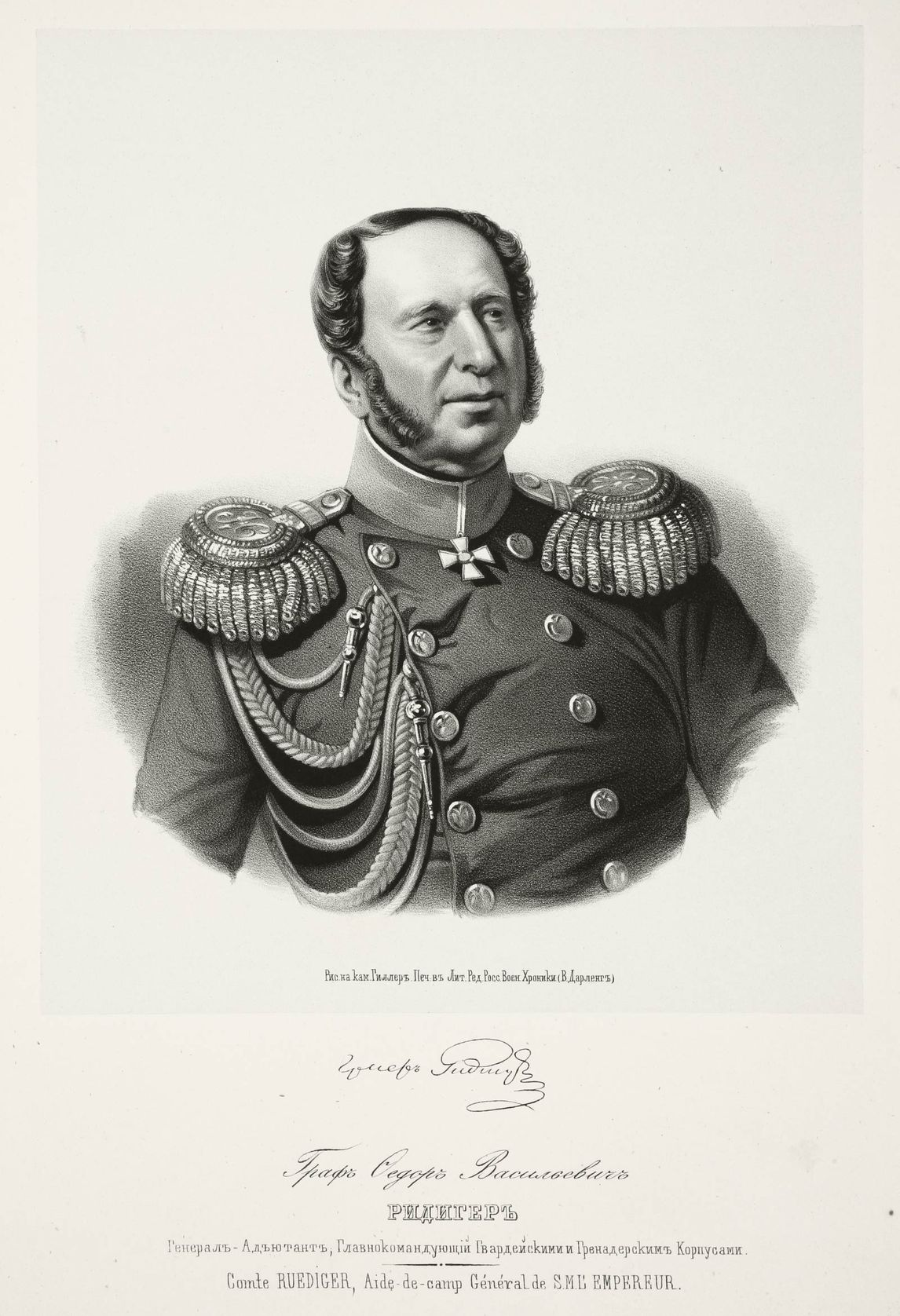
Генерал Ридигер

В ночь на 7 (19) апреля 1831 года русские под прикрытием Елецкого (мушкетерского) пехотного полка возвели два моста (под Красным и Хрыниками, между Боремелем и Берестечком); неприятель же, введенный в заблуждение ошибочными донесениями, перевел 4 эскадрона и 2 орудия в Берестечко чтобы помешать мнимой переправе русских через Стырь и не воспользовался благоприятным моментом для своей переправы там же.
7 (19) апреля 1831 года генерал Фёдор Васильевич Ридигер перешел Стырь под Хрыниками и приблизился к деревне Новоселки, лежащей в полутора километрах южнее Боремеля; в то же время 19 и 20-й егерскские полки, оставленные с батареей и эскадроном у моста около местечка Михайловка, открыли сильный ружейный и артиллерийский огонь по Михайловскому замку. Приказав авангарду, расположенному южнее Новоселок, отступить, Дверницкий выдвинул вперед свою кавалерию (18 эскадронов); правый фланг составили 3 батальона на северной оконечности Михайловки, левый — 1 батальон у Михайловского замка; на флангах же стояло по 4 орудия. Ридигер, оставив пехоту с 12 артиллерийскими орудиями на левом фланге, предпринял с кавалерией и остальной артиллерией обход левого фланга неприятеля. После упорного кавалерийского боя, поляки отступили на старые позиции западнее Михайловки, оставив в руках русских 250 человек пленных и всех раненых, но и русские потеряли 5 орудий.
Дверницкий успел всё-таки пройти в Подольскую губернию, переправившись в ночь на 8 (20) апреля 1831 года под Берестечком, но был вскоре же оттеснён за границу на территорию Австрии, где и был обезоружен.